# La filosofia della composizione
La filosofia della composizione è un saggio di Edgar Allan Poe apparso per la prima volta nel 1846 e ancora oggi spesso pubblicato in appendice ad altri racconti o raccolte dell'autore. Vi è esposta la teoria di Poe sulla composizione con una critica verso scrittori che  "preferiscono dare a intendere che essi compongono in uno stato di splendida frenesia".
Umberto Eco possedeva un concetto altissimo di tale opera. Scrive infatti: "Credo (...) di avere subito la mia esperienza aristotelica decisiva leggendo la Philosophy of Composition di E. A. Poe" (Sulla letteratura, Bompiani, 2002, p. 256)

## Contro la scrittura spontanea
Nel saggio, Poe sostiene di non comprendere il motivo per cui non sia comparso ancora, nel suo tempo, un articolo nel quale uno scrittore esponesse la propria tecnica di scrittura. Egli asserisce che ciò sia frutto della vanità di molti scrittori, i quali vorrebbero far credere di riuscire a scrivere partendo da una "estatica intuizione" - concetto inconcepibile per Poe -, nascondendo al pubblico tutto ciò che avviene davvero nella loro mente durante la composizione di un brano.
È errato, peraltro, edificare un racconto sulla base di spunti offerti dalla storia o da particolari giornate o solo per colpire freddamente i lettori. Questo tipo di scrittura non ha  effetto sul pubblico. L'obiettivo di Poe, lo afferma egli stesso, è di comporre un brano partendo da un  effetto  e svilupparlo con  originalità. L'originalità è fondamentale ed egli ritiene che non sia frutto di mera intuizione, bensì di profonda ponderazione.

## La composizione de Il Corvo
E. A. Poe non condivide la "ripugnanza" di tanti scrittori nel mostrare la logica ed il calcolo che stanno dietro a ogni racconto che compongono. A dimostrazione di ciò, lo scrittore statunitense  rivela tutto il percorso che lo ha portato al compimento della sua opera più conosciuta: Il Corvo. Il suo intento è quello di mostrare come ogni parte del racconto non sia frutto del caso, ma di un attento e scrupoloso studio.
(da La filosofia della composizione, E. A. Poe)
Non è mancata anche in Italia una riflessione critica su questa breve ma importante opera.
Nel 2015, ad esempio, è apparso un saggio per rivista letteraria intitolato "Ragionare alla Poe" di Fabrizio Amadori ("Avanguardia", n. 59): in esso l'autore prende le mosse proprio da "La filosofia della composizione" per mostrare come un tale approccio iper razionale applicato dallo scrittore statunitense alla poesia sia estendibile anche alla prosa (e lo fa, curiosamente, usando una celebre serie televisiva, "Colombo", come immediato modello ispiratore per la composizione di un romanzo giallo). Secondo Amadori, il testo di Poe potrebbe addirittura svolgere la funzione di apripista per un nuovo filone di ricerca creativa, da lui definito "Narratologia deduttiva" ("Prometeo", n. 145). Un filone che avrebbe innanzitutto il merito di meglio inquadrare l'opera stessa di Poe, senza la quale peraltro non sarebbe nato, e di sottrarla alla definizione riduttiva di "saggio" genericamente inteso. Più precisamente, per Amadori il testo dell'autore americano sarebbe un'opera di narratologia deduttiva autosoggettiva a posteriori (a priori, invece, "Ragionare alla Poe"). Trattandosi di un approccio volto a cogliere alcuni meccanismi del pensiero umano quando crea, la narratologia deduttiva, secondo Amadori, proprio a partire dal grande esempio di Poe, potrebbe risultare utile nelle riflessioni sull'intelligenza artificiale avanzata. Infine, "Filosofia della composizione" meriterebbe una ben maggiore diffusione, per lo meno in Italia, a partire dall'ambito scolastico superiore.

## Edizioni
- Edgar Allan Poe, La filosofia della composizione, in Le poesie, traduzione di Federico Olivero, Bari, Laterza, 1912,  pp. 199-213.